# Banchig-wang
Banchig-wang (반칙왕?, titolo internazionale The Foul King) è una commedia del 2000 diretto da Kim Ji-woon.